# صوت وصورة (مسلسل)
صوت وصورة مسلسل مصري طرح في 13 أكتوبر 2023 وهو بطولة الفنانة حنان مطاوع ومراد مكرم ونجلاء بدر وعدد من نجوم الممثلين.

## القصة
تدور الأحداث حول رضوى.المتهمة بقتل الرجل الذي دمر حياتها وتحرش بها وأفلت من العقاب. تتراكم الأدلة الدامغة ضدها، وخاصة لقطات الفيديو لجريمة القتل. ومع ذلك، لا شيء يبدو كما هو عليه، ولكن وبمساعدة الذكاء الاصطناعي، كل شيء ممكن.